# Colégio Americano de Cirurgiões

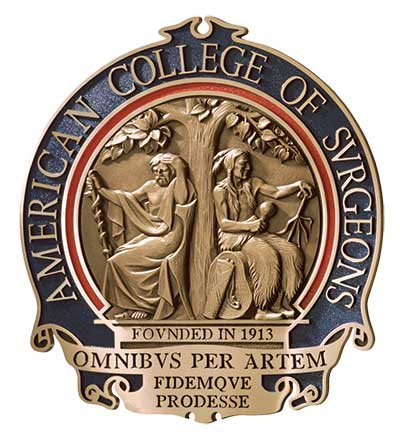
Logo do colégio

O Colégio Americano de Cirurgiões (em inglês:  American College of Surgeons) é uma associação educacional de cirurgiões criada em 1913 para melhorar a qualidade do cuidado para o paciente cirúrgico, estabelecendo altos padrões para a educação e prática cirúrgica.
Esta localizado em Chicago, Illinois e em 2023 tinha c 84,000 alunos.